# Massif forestier de Ngog Mapubi - Dibang
Pour les articles homonymes, voir Ngog.
Le Massif forestier de Ngog Mapubi - Dibang  est une étendue boisée d'une superficie de 14.584 ha. Il situé à 1h30 environ de Yaoundé et Douala, dans le département Nyong-et-Kéllé, Région du Centre au Cameroun.

## Conservation
D'un intérêt écologique avec la présence de grands primates, le Massif forestier de Ngog Mapubi - Dibang  est un haut bassin accidenté pour les affluents du Sanaga. Des actions sont menées depuis 2012 par le Cameroon Environmental Watch (CEW) avec l'appui de l'UICN pour doter cette forêt intercommunale d’un statut de conservation et de gestion clairement défini. Des activités d'économie verte comme l'écotourisme y sont organisées.